# Smilax pilcomayensis
Smilax pilcomayensis är en enhjärtbladig växtart som beskrevs av Encarnación Rosa Guaglianone och Gattuso. Smilax pilcomayensis ingår i släktet Smilax och familjen Smilacaceae. Inga underarter finns listade.